# Gene Savoy

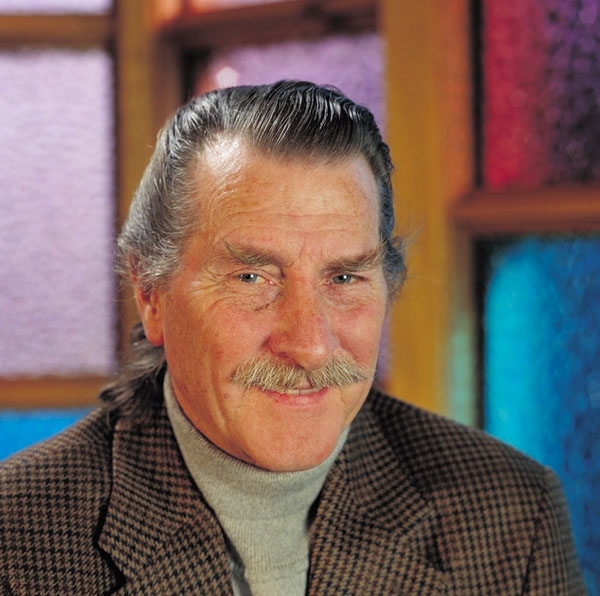
Gene Savoy

Douglas Eugene „Gene“ Savoy (* 11. Mai 1927 in Bellingham, Washington; † 11. September 2007 in Reno, Nevada) war ein US-amerikanischer Journalist, Abenteurer und Gründer einer Sekte.
In den 1960er Jahren unternahm er zahlreiche Expeditionen in den peruanischen Dschungel der östlichen Anden und des Amazonas. Er fand unter anderem in den 1950er und 1960er Jahren vier bedeutende Stätten der Inkas sowie die Überreste des Volkes der Chachapoya, der „Wolkenmenschen“. Außerdem gelang es Savoy, mehr als 40 prähistorische Siedlungen im peruanischen Regenwald zu finden, darunter die Dschungelstadt Vilcabamba. Während seiner Expeditionen wurde er immer wieder in Konflikte mit Guerillakämpfern verwickelt, konnte aber durch Mut und List entkommen. Durch seine Expeditionen wurde er weltbekannt. Sie dienten vermutlich George Lucas als eine Vorlage für die Filmreihe Indiana Jones.
Neben seiner Entdeckertätigkeit gründete er die Internationale Gemeinde Jesu Christi, Kirche des zweiten Advents. Er war der festen Überzeugung: Jesus hat bereits zwei Mal auf der Erde gelebt.